# Киборг-ловец
«Киборг-ловец» (англ. Cyberstalker) — кинофильм режиссёра Кристофера Ромеро. Фильм имеет альтернативное русское название «Кибертеррорист» (в авторском переводе Сергея Визгунова).

## Сюжет
Маньяк-убийца, ищет свои жертвы через компьютерные сети. Он верит в свою философию нового мирового порядка и уничтожает всех несогласных. За убийцей охотятся детективы Мег Джордан и Виктор Салинас.

## В ролях
- Блейк Банер — Виктор Салинас
- Джеффри Комбс — Энди Коберман
- Паттерсон Рокки
- Энни Биггс — Ньюман
- Кристофер Хелдман
- Уилсон Шнеле — Мег Джордан
- Грег Уилсон — Билли
- Sally Helppie — Линда

## Съёмочная группа
- Автор сценария: Тони Браунригг, Кристофер Ромеро
- Режиссёр: Кристофер Ромеро
- Оператор: Тони Браунригг
- Продюсер: Брэт МакКормик